# Kõlleste
Die ehemalige Landgemeinde Kõlleste (Kõlleste vald) lag im Südosten Estlands. Sie gehörte zum Kreis Põlva. Ihre Fläche betrug 150,1 km². Sie hatte 1022 Einwohner (Stand: 1. Januar 2016). Seit 2017 gehört Kõlleste zur Landgemeinde Kanepi.

## Dörfer
Neben dem Hauptort Krootuse gehörten zur Gemeinde die Dörfer Häätaru, Ihamaru, Karaski, Karilatsi, Palutaja, Piigaste, Prangli, Tõdu, Tuulemäe, Veski und Voorepalu.

## Wappen und Flagge
Das Wappen zeigt unter silbernem, durch Tannenreisschnitt abgeteilten Schildhaupt in Blau einen silberfarbenen Storch, der in seinem erhobenen Fuß einen Stein hält.
Die Flagge zeigt das Wappenbild und hat das Seitenverhältnis von Breite zu Höhe wie elf zu sieben.

## Bilder

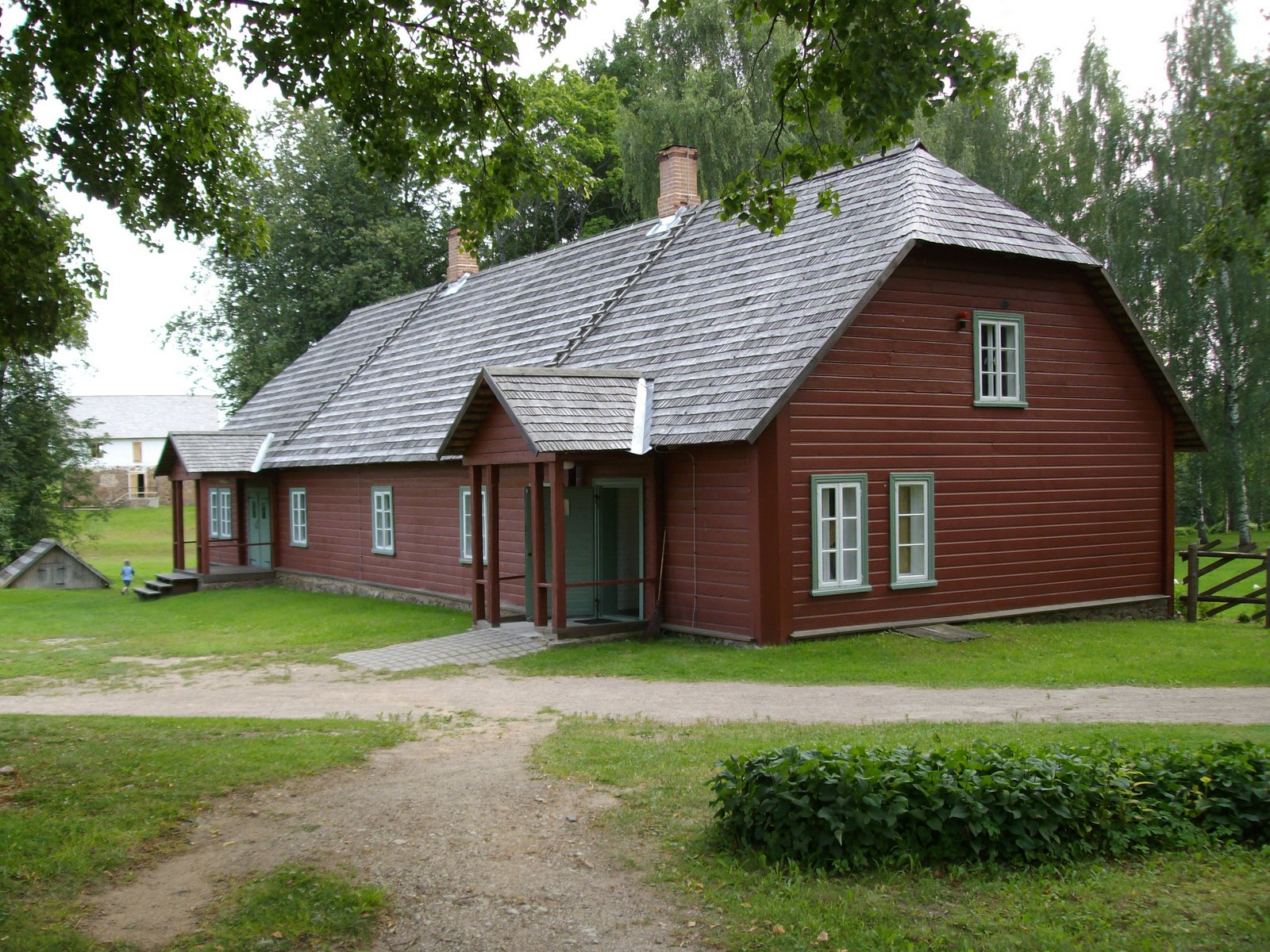
Dorfschule von Karilatsi
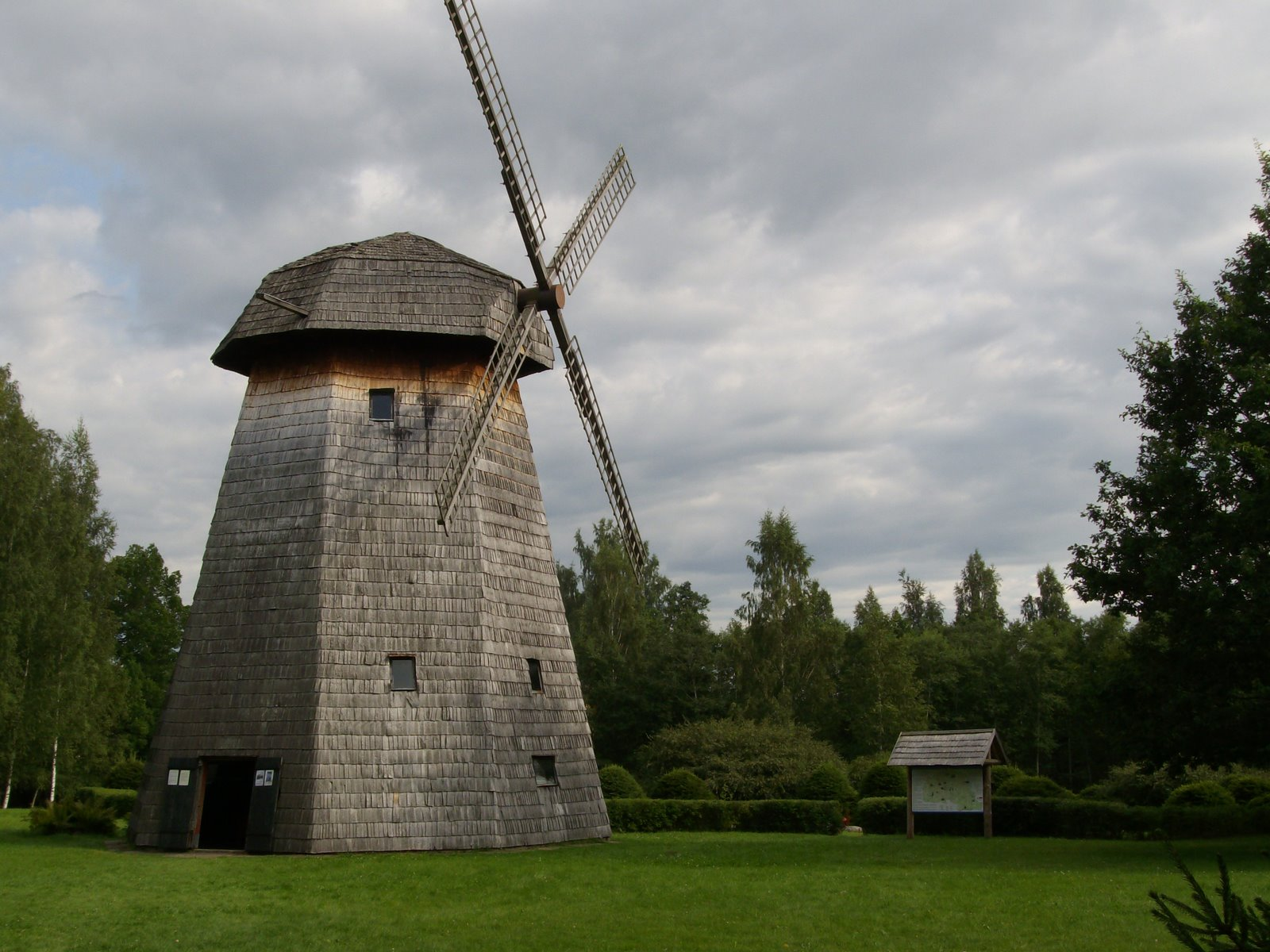
Windmühle
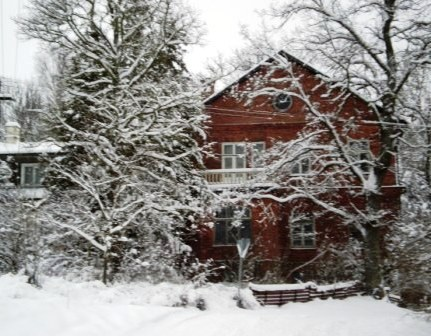
Herrenhaus des Guts Veski
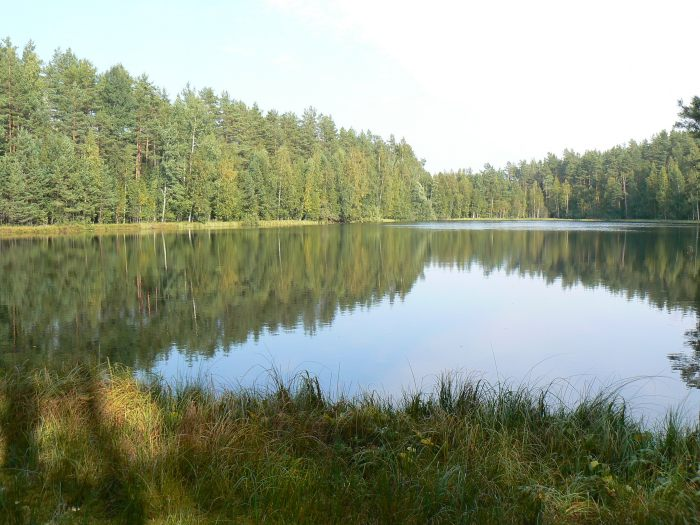
Der See Väike palojärv
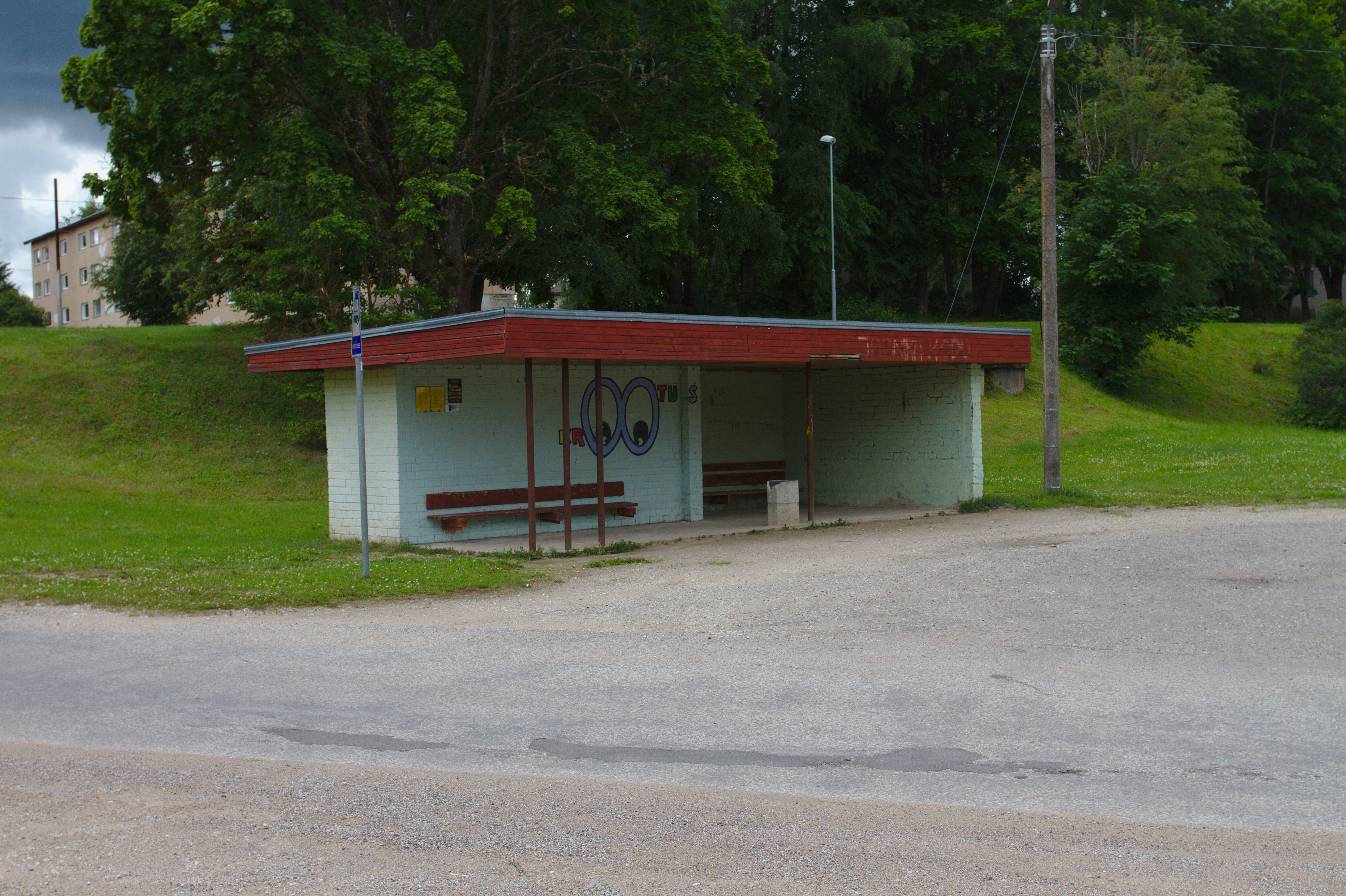
Bushaltestelle in Krootuse